# Ansó
Ansó è un comune spagnolo situato nella comunità autonoma dell'Aragona, nella provincia d Huesca. Fa parte della comarca della Jacetania. Si trova nel corso medio del Veral, nei Pirinei occidentali aragonesi.
In paese è ancora piuttosto diffuso, soprattutto fra le persone più anziane, l'uso dell'aragonese, sia come prima che come seconda lingua (dopo il castigliano).

## Storia
Nel 1272, il re Giacomo I d'Aragona, il Conquistatore concesse ad Ansó privilegi vari, che spiegano il lungo confine che Ansó ha con la Francia, attribuendo il ruolo di custode di una delle vie di accesso alla valle del fiume Aragón, tra i quali il libero accesso ai pascoli nella zona di frontiera.
Il 6 ottobre di 1375, gli abitanti di Ansó emanarono una sentenza, come arbitri, in un giudizio per i confini e i diritti di pascolo tra la popolazione béarnese del Baretous nella valle di Aspe e quella navarra di Roncal. Il risultato, incarnato nel Tributo delle tre mucche, stabilì i diritti di facerías e fissò il cosiddetto Tributo dalle tre mucche annuale che si impegnarono a pagare (ancora oggi) gli agricoltori béarnaisi.

## Monumenti e dintorni
- Chiesa parrocchiale, edificata in stile gotico agli inizi del XVI secolo, con decorazioni interne di età barocca.
- Ibón de Estanés, un Ibón, cioè un lago glaciale dei Pirenei, ove vivono degli orsi autoctoni della zona.